# باستر ميتشيل
باستر ميتشيل (بالإنجليزية: Buster Mitchell)‏ هو لاعب كرة قدم أمريكية أمريكي، ولد في 16 فبراير 1906 في Irene, Texas ‏ في الولايات المتحدة، وتوفي في 4 مارس 1964 في مقاطعة نولان في الولايات المتحدة.

## وصلات خارجية
- باستر ميتشيل على موقع مرجع كرة القدم المحترفة.كوم (الإنجليزية)